# Pataeta
Pataeta is een geslacht van vlinders van de familie Euteliidae, uit de onderfamilie Euteliinae.

## Soorten
- P. carbo Guenée, 1852
- P. transversata Berio, 1966